# Kay Ka'us (Ziyarides)
Pour l’article homonyme, voir Kay Ka'us.
`Unsur al-Ma`âlî Kay Kâ'ûs ou simplement Kay Kâ'ûs (règne avant 1050-1070) est l'avant dernier émir ziyaride. Il succède à son cousin Anûchirvân. Il n'a que peu de pouvoir à cause de la domination des Ghaznévides et des Seldjoukides sur le Tabaristan et le Gorgân. Il est le petit-fils du célèbre émir ziyaride Chams al-Ma`âlî Qâbûs. Son père Iskandar (Alexandre) n'a pas régné. `Unsur al-Ma`âlî Kay Kâ'ûs ne règne plus que sur un petit territoire montagneux de l'intérieur.

## Biographie
Déjà sous le règne de son oncle Falak al-Ma`âlî Manûchihr le royaume a perdu Ray au profit du par le Bouyide Majd ad-Dawla Rustam. En 1041 et 1042, le Seldjoukide Tuğrul Ier Bey prend possession du Tabaristan et du Gorgân. Il nomme un gouverneur ghaznévide mais laisse Anûchirvân comme souverain nominal de ces territoires.

### Son règne
La date de sa prise de fonction est aussi incertaine que celle de la mort d'Anûchirvân. Son long et paisible règne l'a certainement incité à avoir des activités plus culturelles. Il a épousé une des filles du sultan ghaznévide Mahmûd et son fils Gilân Shâh est sans doute le fruit de cette union.
Ce tranquille règne lui permet d'aller faire le pèlerinage à La Mecque. Sur la fin de vie il rédige le Qâbûs nameh sorte de miroir des princes, recueil de préceptes et d'anecdotes et de conseils à l'adresse de son fils Gilân Shâh.
La date de sa mort est aussi incertaine que celle de sa prise de fonction. D'après certains, il serait mort à son retour d'une campagne en Géorgie en 1069 alors que la date de rédaction du Qâbus Nâmeh mentionnée par Kay Kâ'ûs lui-même est 1082. D'autres sources rapportent qu'après un (autre) voyage en Géorgie il aurait fait un séjour à la cour du sultan ghaznévide Sherzâd ce qui reporte la date de sa mort après 1114/15.

## Le Qâbûs-nâmeh
Kay Kâ'ûs rédige le Qâbûs-nâmeh dans les années 1082-83 à l'âge d'environ 63 ans à l'intention de son propre fils Gilân Shâh, comme un recueil de préceptes et de règles de conduite. Dans sa préface l'auteur indique que la date de sa rédaction est 1082. Ce recueil est rédigé dans le dialecte persan tabari, langue maternelle de son auteur.
Le Qâbûs-nâmeh contient quarante quatre chapitres précédés par une préface dans laquelle son royal auteur se lamente sur le déclin de l'observance des préceptes par son fils qu'il invite à vivre dans la vertu.
Deux des héros du Shâh Nâmeh se nomment “Kay Kâ'ûs” et “Iskandar” comme l'auteur du Qâbûs Nâmeh et son père respectivement.
Kay Kâ'ûs rappelle ses nobles origines. Du côté de son père, il est le descendant du roi perse du Gilân Arghash Farhadwand cité dans le Shâh Nâmeh écrit près d'un siècle plus tôt par Ferdowsi. Par la grand-mère de son père, il est le descendant de Marzubân auteur d'un recueil de fables le Marzubân nâmeh dont le treizième ancêtre était Kay Kâ'ûs fils de Qubab frère du roi sassanide Anushiravan. Sa mère était la fille du Ghaznévide Mahmûd. Son arrière-grand-mère du côté de son père était la fille du roi du Daylam Hasan ben Firuzan.
La préface est suivie par une table des matières. Les quatre premiers chapitres parlent de la création, de Dieu est des devoirs religieux. Le cinquième chapitre parle des devoirs envers ses parents. Les deux suivants traitent de la culture de l'esprit et du pouvoir de la parole. Le huitième chapitre traite des inscriptions en pehlevi sur la tombe d'Anushiravan. Ensuite suivent des chapitres sur la jeunesse et la vieillesse, la modération dans la nourriture (X) et la consommation du vin (XI), les loisirs (XII), les échecs et le backgammon (XIII), l'amour (XIV), les plaisirs de la vie (XV), l'usage du bain chaud (XVI), le sommeil et le repos (XVII), la chasse (XVIII), le polo (XIX), la guerre (XX), l'accumulation de biens (XXI), la confiance en la parole donnée (XXII), l'achat d'esclaves (XXIII), l'achat de bien immobiliers (XXIV), l'achat de montures (XXV), le mariage (XXVI), l'éducation des enfants (XXVII), le choix de ses amis (XXVIII), les précautions à prendre avec ses ennemis (XXIX), le pardon, les châtiments et les faveurs (XXX), l'étude et les fonctions juridiques (XXXI), le droit du commerce (XXXII), la médecine (XXXIII), l'astrologie et les mathématiques (XXXIV), la poésie (XXXV), l'art du ménestrel (XXXVI), le service des rois (XXXVII), les qualités du courtisan (XXXVIII), les secrétaires de l'état et le secrétariat (XXXIX), les qualités et les devoirs des vizirs (XL), les qualités et les devoirs d'un général (XLI), les qualités et les devoirs du roi (XLII), les fermiers et l'agriculture (XLIII) et pour finir sur la générosité (XLIV).
Les préceptes sont illustrés par de nombreuses anecdotes. Kay Kâ'ûs parle de son grand-père Chams al-Ma`âlî Qâbûs en ces termes :
« On raconte que mon grand-père, Chams al-Ma`âlî Qâbûs était un homme assoiffé de sang, incapable de pardonner une offense. C'était un homme cruel, et à cause de cette cruauté ses troupes prirent la décision de se venger. Elle organisèrent une conspiration avec mon oncle Falak al-Ma`âlî Manûchihr qui a fait prisonnier son père. Chams al-Ma`âlî. Falak al-Ma`âlî fut obligé d'agir ainsi par l'armée qui négociait le transfert du royaume à un étranger s'il n'avait pas accepté leurs conditions. Se rendant compte que la royauté serait alors perdue pour la famille, il fut contraint à prendre le chemin qu'il a pris. »
Dans cet ouvrage, il prodigue à son fils une série d'enseignements, notamment sur le comportement et les relations amoureuses lui recommandant notamment la bisexualité. Au livre XIV traitant de l'amour on y lit : 
"Pour ce qui est des femmes et des garçons, ne réserve pas tes penchants à l'un ou l'autre sexe (...) Trouve ton plaisir des deux côtés". 
Il propose ainsi à ce dernier de réserver ses avances aux garçons en été et aux femmes en hiver. 

Il exprime également son point de vue quant à l'éducation féminine : 
"Ne lui enseignez ni la lecture, ni l'écriture, car c'est une calamité. Quand elle aura grandi, donnez la en mariage. Il vaudrait mieux qu'une fille ne naquît jamais, mais puisqu'elle est née, autant la marier, ou l'enterrer".